# Alfafara
Alfafara – gmina w Hiszpanii, w prowincji Alicante, we wspólnocie autonomicznej Walencja, o powierzchni 19,78 km². W 2011 roku liczyła 419 mieszkańców.
Alfafara położona jest w północnej części prowincji Alicante, należy do regionu Comtat del Comtat, leży u podnóża Sierra Mariola, w dolinie Agres, pomiędzy Sierras de Agullent i Mariola, na pograniczu prowincji Alicante i Walencji.